# Arrondissement Condom

Arrondissementen en kantons in het departement Gers

Condom is een arrondissement van het Franse departement Gers in de regio Occitanie. De onderprefectuur is Condom.

## Kantons
Het arrondissement was tot 2014 samengesteld uit de volgende kantons:
- Kanton Cazaubon
- Kanton Condom
- Kanton Eauze
- Kanton Fleurance
- Kanton Lectoure
- Kanton Mauvezin
- Kanton Miradoux
- Kanton Montréal
- Kanton Nogaro
- Kanton Saint-Clar
- Kanton Valence-sur-Baïse

Na de herindeling van de kantons bij decreet van 26 februari 2014, met uitwerking op 22 maart 2015, is de samenstelling als volgt : 
- Kanton Armagnac-Ténarèze
- Kanton Baïse-Armagnac  ( deel 13/15 )
- Kanton Fezensac  ( deel 7/33 )
- Kanton Fleurance-Lomagne
- Kanton Gimone-Arrats  ( deel 28/36 )
- Kanton Grand-Bas-Armagnac
- Kanton Lectoure-Lomagne